# Balaton
Der Balaton, deutsch Plattensee, ist der größte Binnensee und der bedeutendste Steppensee Mitteleuropas. Er liegt in Westungarn und ist 79 km lang und im Mittel 7,8 km breit. Die Fläche betrug 2018 ca. 594 km² (14 km² mehr als die des Genfersees und 58 km² mehr als die des Bodensees).
Bei der Halbinsel Tihany ist der See nur 1,3 km breit. Westlich davon liegen zwei Drittel des Sees. Der See ist sehr flach. Die durchschnittliche Tiefe beträgt nur 3,25 m, die maximale Tiefe 12,5 m. Diese geringe Tiefe erleichtert die Durchwärmung. Im Sommer kann die Wassertemperatur 30 °C übersteigen. Das Südufer des Sees ist flach, und das Nordufer wird von den Weinbergen am Tafelberg Badacsony und den Ausläufern des Bakony-Gebirges begleitet.
Die Römer nannten den Balaton Pelso. Der ungarische wie auch der deutsche Name stammen vom slawischen blatna, was „sumpfige Marsch“ bedeutet. Im Ungarischen wird der See umgangssprachlich „Ungarisches Meer“ (magyar tenger) oder kurz auch Balcsi genannt. Seine Strände und die Heilbäder und Thermalquellen am See ziehen Badetouristen an. Die Hauptstadt Budapest und der Balaton sind die wichtigsten Tourismusziele in Ungarn. Wirtschaftliche Bedeutung haben auch der Weinanbau und der Fischfang am bzw. im See.

## Geografie des Plattensees
Der Balaton liegt in der Mitte Transdanubiens zwischen dem Südostrand des Bakony-Gebirges, dem Somogyer Hügelland und der Landschaft Mezőföld.

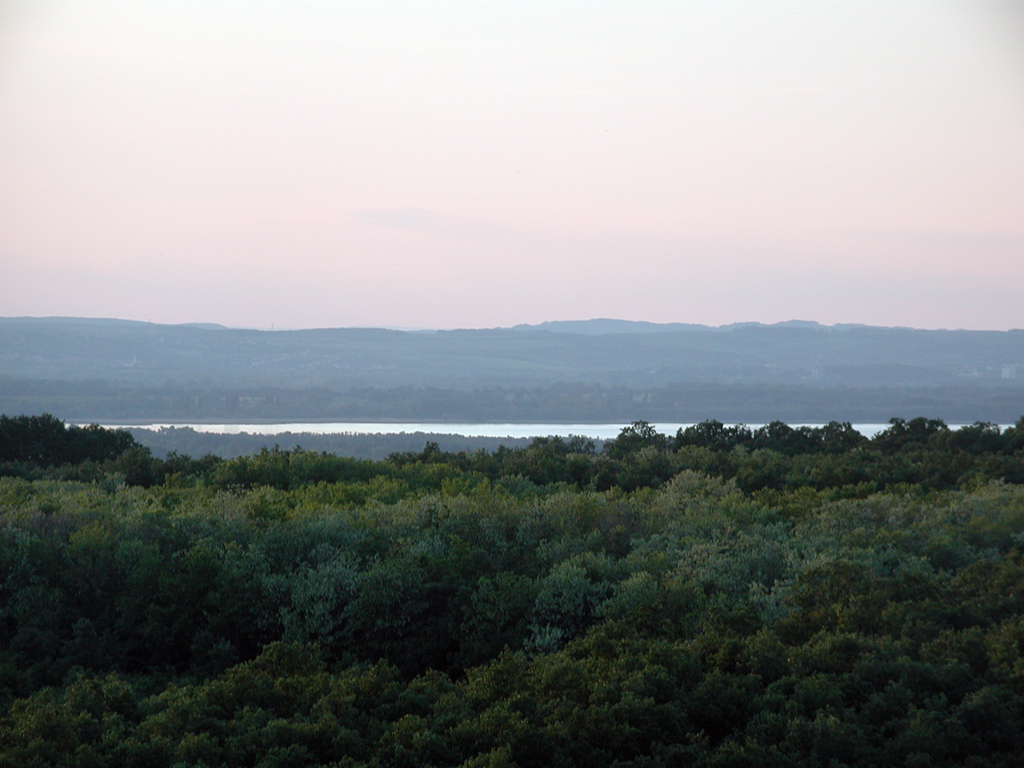
Flussmündung der Zala in den Balaton, im Hintergrund die Stadt Keszthely

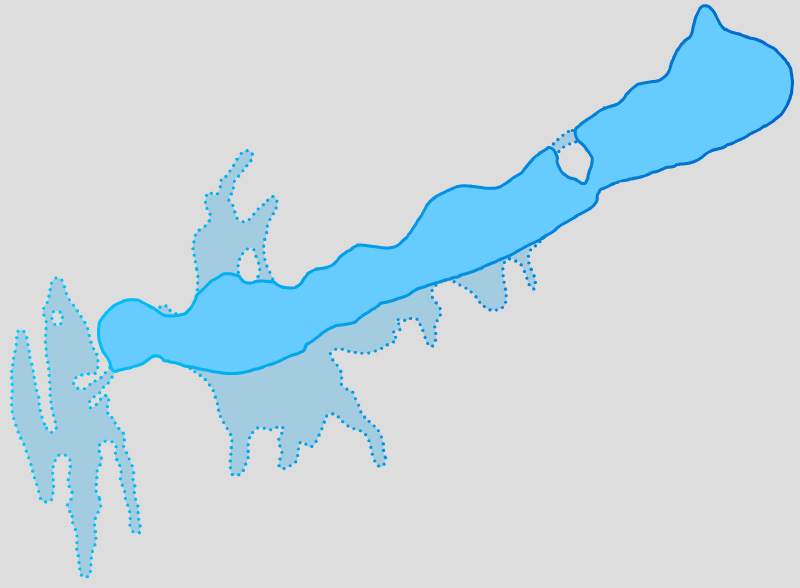
Der See im Altertum

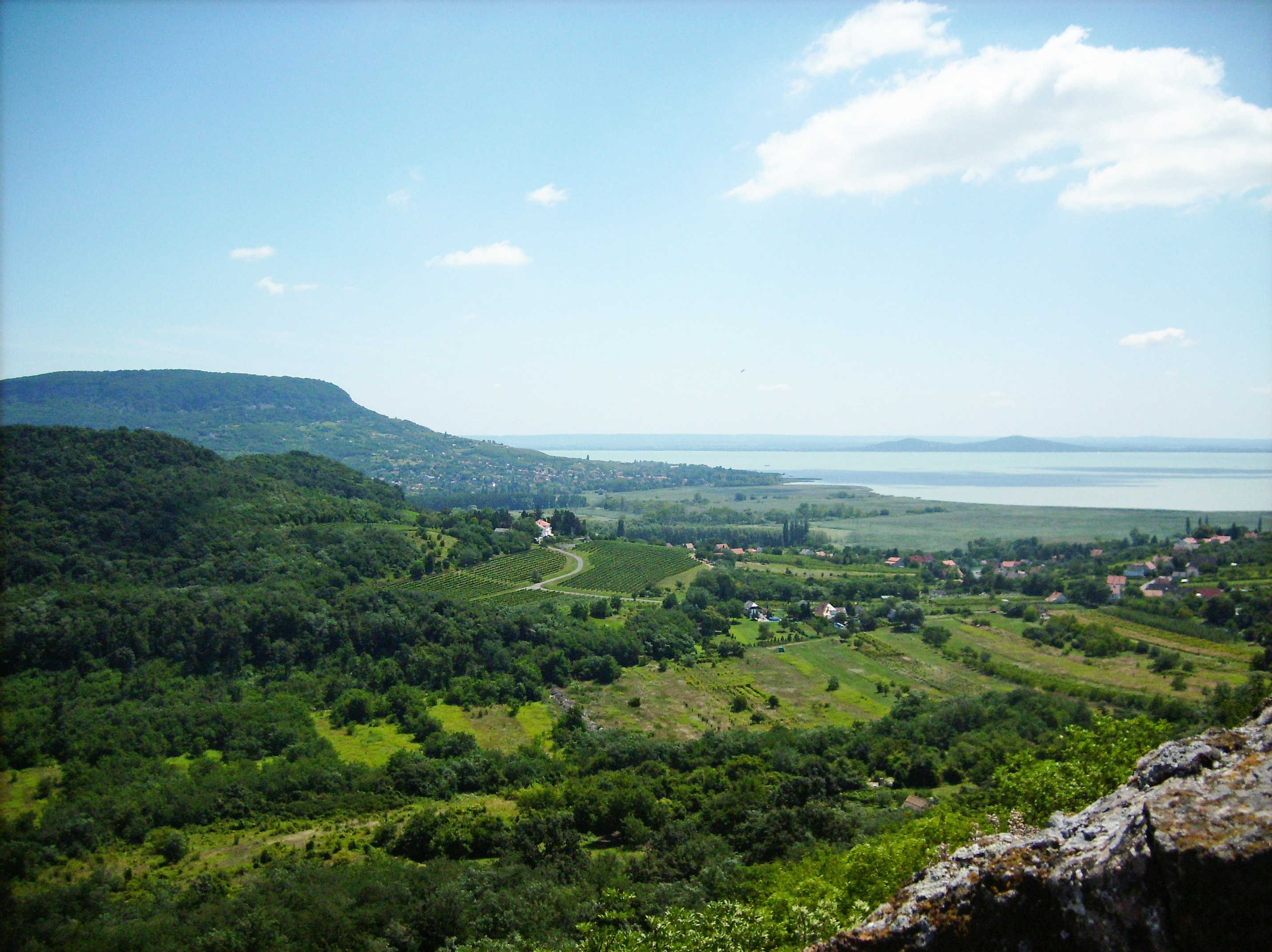
An den Balaton angrenzende vulkanische Berglandschaft

### Zu- und Abflüsse
Der Fluss Zala ist mit 138 Kilometern Länge und einem mittleren Abfluss von sieben Kubikmetern Wasser pro Sekunde einer der kleineren Flüsse Ungarns, allerdings der größte Zufluss des Balatons. Die Zala mündet im Norden in den Kis-Balaton, um dann zu versumpfen.
Die Sumpfzonen und Schilfregionen des Kis-Balaton dienen als natürlicher Wasserfilter und beherbergen viele seltene Pflanzen-, Reptilien- und Vogelarten. Südlich von Keszthely tritt die Zala mit Sauerstoff angereichert und gereinigt aus dem Sumpfgebiet aus und mündet einige hundert Meter weiter östlich in den Balaton.
Außer von der Zala wird der See von etwa 30 ständigen und 20 periodischen Wasserläufen gespeist. Um seinen Wasserstand regeln zu können, wurde in Siófok die Sió-Schleuse mit Wehranlage und Schleusenkammer erbaut. Überschüssiges Wasser wird über den Sió-Kanal östlich von Szekszárd direkt in die Donau geleitet. Dieser Kanal wurde zum Teil schon in der Römerzeit angelegt und wird bereits bei Plinius dem Älteren erwähnt.

### Geologie
Die Landschaft des Balatons ist hauptsächlich aus mesozoischen Schichten aufgebaut, die den Gesteinen der Alpen ähneln. Dieses Krustensegment wurde jedoch nach Osten verschoben, bevor die Alpen aufgestaucht wurden. Daher haben die Schichten ihren ursprünglichen Verbund bewahrt. Der Balaton entstand etwa vor 15.000 Jahren im Holozän durch Erosion. Vermutlich wurde das Becken durch Wind frei geweht. In der Nähe der heutigen Stadt Keszthely bildeten sich mehrere kleine Seen, die sich miteinander verbanden und im Laufe von 5.000 Jahren nach Nordosten vergrößerten. Geologische Formationen zeugen von einem einst regen Vulkanismus; sichtbar wird dies an den Basaltsäulen am Badacsonyberg, dem Geysirkegel in Tihany oder dem Thermalsee von Hévíz.

## Hydrografie

### Hydrologie

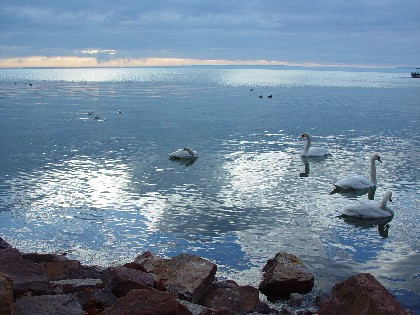
Der Balaton bei Regen

Der Wasserstand des Sees wird durch Niederschlag, Zufluss, Verdunstung und die Wasserstandsregelung der Sió-Schleuse beeinflusst. Auf das 5800 km² Einzugsgebiet gelangen jährlich knapp eine Milliarde Kubikmeter Regenwasser, die den Balaton oder zumindest das Grundwasser speisen (das entspricht dem jährlichen Wasserverbrauch der 16 Millionen Einwohner von Nordrhein-Westfalen). Die 370 Mio. m³ Niederschlag direkt auf den Balaton sowie 500 Mio. m³ Wasserzufluss durch die Zala und zahlreiche Bäche ergänzen den Seebestand. Durch Verdunstung im Sommer ist ein Abfall des Wasserspiegels um mehrere Zentimeter zu beobachten.
Die Sió-Schleuse reguliert den Abfluss aus dem See. Steigt der Wasserstand über die obere Marke von 110 cm, wird die Schleuse geöffnet.
Bis 1977 sollte der Wasserstand des Balatons zwischen 70 und 100 cm liegen. 1977 wurde das obere Niveau um 10 cm angehoben, die Regelwasserhöhe liegt so zwischen 70 cm und 110 cm. Mit dieser Anhebung wurde die im See gespeicherte Wassermenge bedeutend erhöht und damit verbesserte sich die Wasserqualität des Sees. Der Wasserpegel des Balatons wird mit dem Nullpunkt der Messlatte in Siófok verglichen, der einer Höhe von 103,41 m über der Ostsee entspricht. Im Falle von überschüssigen Niederschlägen wird das überflüssige Wasser über den Sió-Kanal durch die Schleuse in die Donau abgelassen.
In den letzten Jahren gab es jedoch öfter das Problem des Wassermangels. Seit der Jahrtausendwende gab es außer 2010 weniger Niederschlag als im langjährigen Mittel. So sank der Wasserspiegel zwischen 2000 und 2003 auf nur 23 Zentimeter. Auch 2012 gab es mit etwa 40 cm einen (auch für Touristen) auffällig niedrigen Wasserstand. Mit verschiedenen Projekten wird versucht, gegen diese Folgen des Klimawandels zu kämpfen.
Die Verdunstung spielt für die Höhe des Wasserspiegels eine extreme Rolle, dies kann sich täglich bis zu einem Zentimeter auswirken, was eine Wassermenge von 6 Millionen Kubikmetern ist. Geplanter und tatsächlicher Wasserverlauf sowie die Menge des über den Sio-Kanal abgelassene Wassers sind im Internet zu finden. Dort ist ersichtlich, dass (Stand 2015) der Wasserstand seit 2013 über dem optimalen Wasserstand liegt, der mit 110 cm in April und Juni und bis hinab zu 95 cm von September bis Januar eingezeichnet ist.

### Wellengang

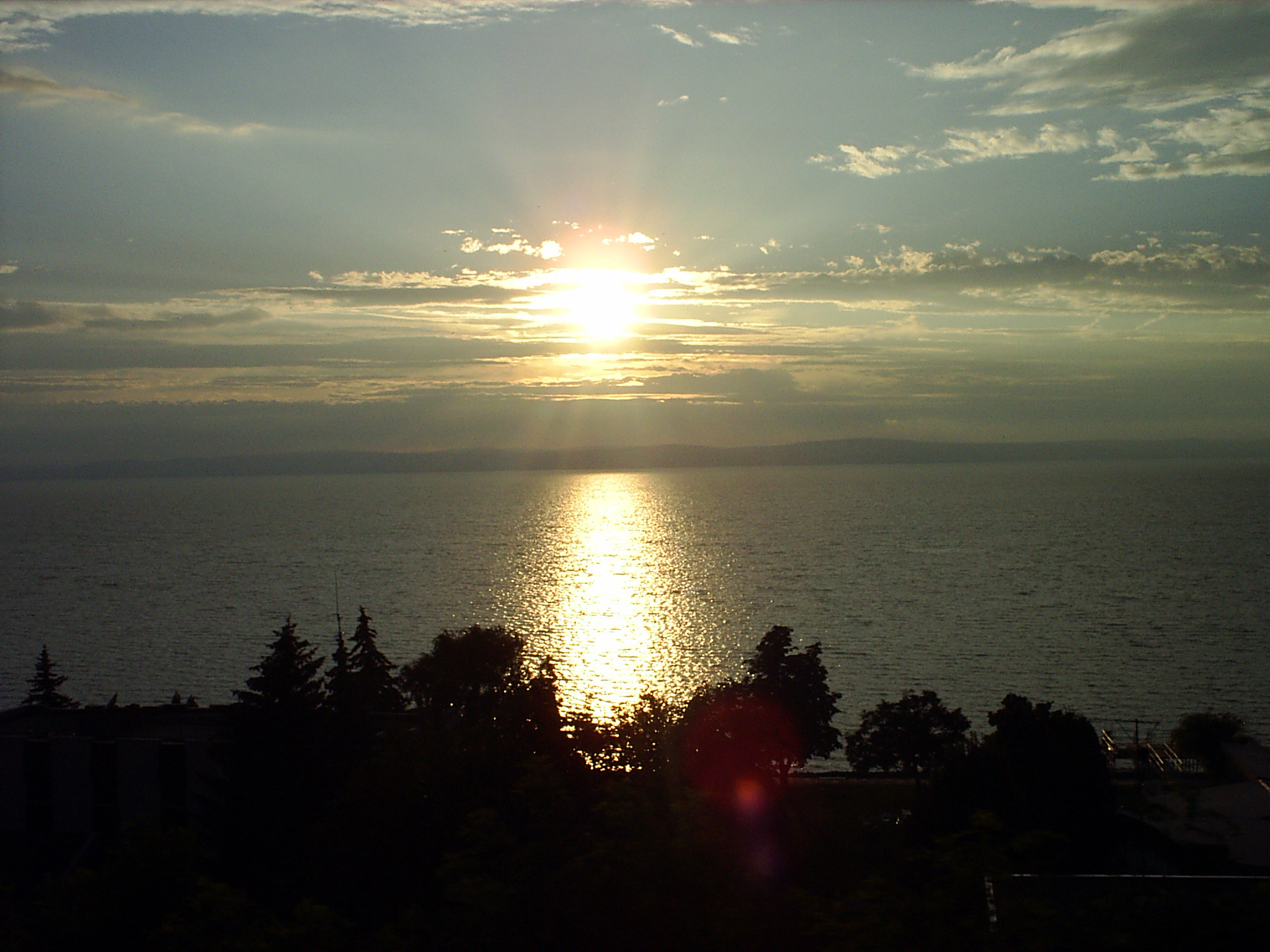
Sonnenuntergang am Balaton

Abhängig von der Windstärke entstehen Wasserwellen von 0,5 bis 2 m Höhe bedingt durch den Druck des Windes auf die Wasseroberfläche. Die geringe Tiefe und die niedrige Viskosität des im Sommer dadurch sehr warmen Wassers begünstigen die Wellenbildung. Der meist quer über den See wehende Wind wird durch die Hügel und Täler im Norden zum Pulsieren gebracht. Das führt zu einer Abfolge höherer Wellen und wellenfreier Intervalle. Wellenspitzen entstehen besonders bei plötzlicher Flaute und durch Reflexion am Seegrund entstehen Interferenzmuster. Trotz der Binnenlage können aus beiden Einflüssen relativ hohe Wellen entstehen. Die größte Welle wurde bisher bei Nordwind in Ufernähe mit 1,82 m gemessen, in der Seemitte mit 1,95 m. Durchschnittliche Wellen sind einen Meter hoch bei einer Länge von 2 bis 12 Metern, beim Abflauen laufen sich die Wellen innerhalb von zwei Stunden tot.

### Wasserspiegel
Da sich bei Windeinwirkung beträchtliche Wassermengen des Balaton mit dem Wind verlagern, tritt ein deutlicher Wasserspiegelabfall bzw. -anstieg auf. Winde in Längsrichtung des Sees verursachen die größten Ausschläge mit einer Schwingungszeit von 5 bis 11 Stunden. Querschwingungen, Rückläufe und die Brechung durch Buchten machen genaue Vorhersagen unmöglich. Der größte bisher beobachtete Ausschlag am 14. Mai 1962 senkte den Wasserspiegel bei Keszthely neun Stunden um 45 cm und bei Alsóörs stieg er um 52 cm an. In Querrichtung wurde der größte Ausschlag (Schwingungsdauer 1,5 h) bei Nordwind im südwestlichen Becken zwischen Alsóörs (−52,5 cm) und Siófok (+37,5 cm) gemessen.

### Strömungen
Die Erdrotation und der Wind beeinflussen die Strömungen im See. Die Strömung an der Oberfläche ist wegen der Hauptwindrichtung aus Nordwest in Richtung Nordost, am Grund des Sees begünstigt durch die Erdrotation gibt es eine Rückströmung von Ost nach West. Die starken Ausschläge des Wasserspiegels erzeugen hohe Strömungswerte zwischen den einzelnen Becken und auch innerhalb von Becken und Buchten. Die höchsten Strömungswerte mit Geschwindigkeiten bis zu 2 m/s finden sich zwischen der Halbinsel Tihany und dem Ufer bei Szantód, wo der Austausch in dem engen Übergang zwischen dem nördlichen und dem südwestlichen Becken stattfindet.

### Eisdecke

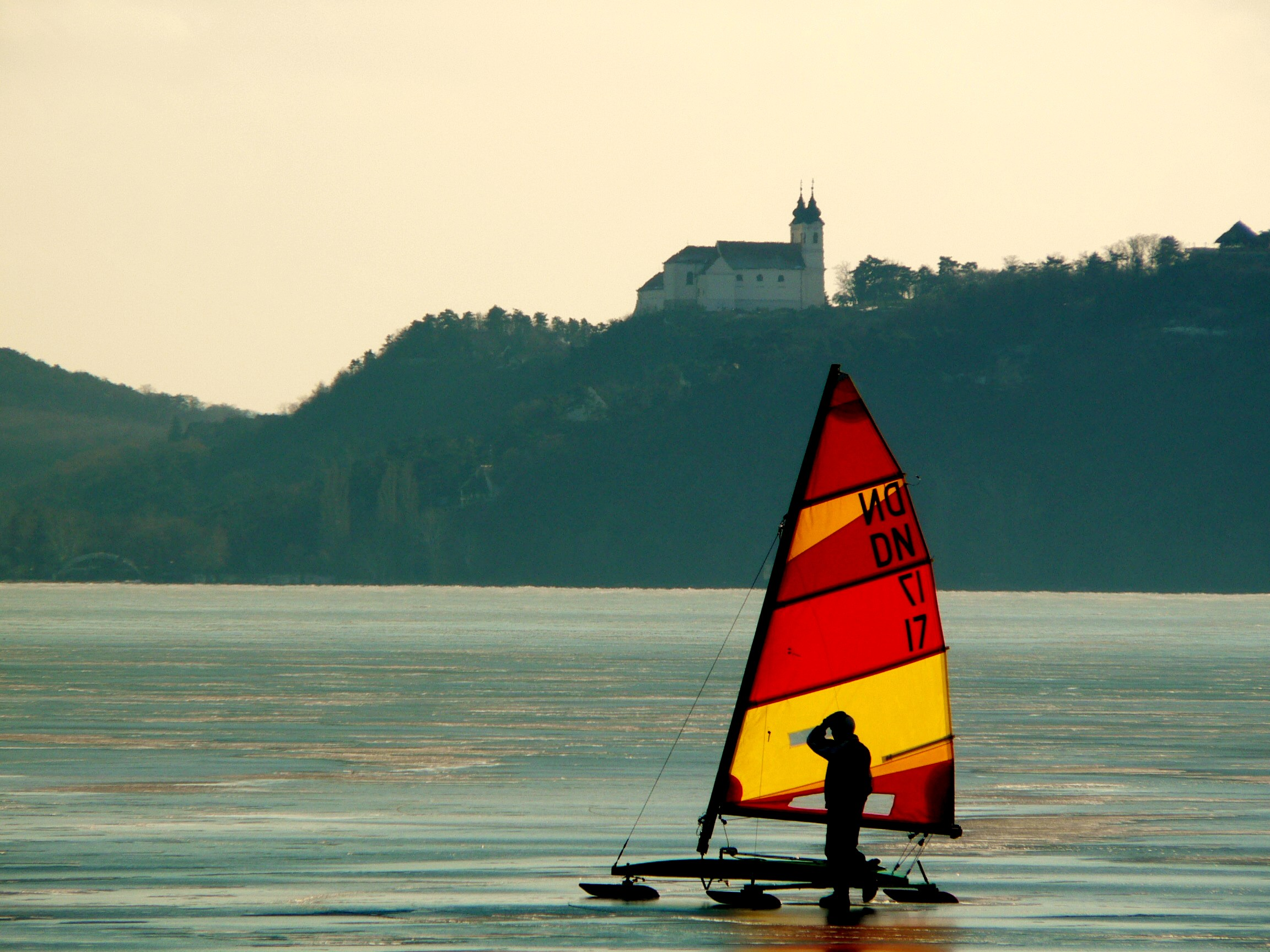
Eissegler auf dem Balaton

Aufgrund seiner geringen Tiefe friert der Balaton im Winter in der Regel vollständig zu. In einem durchschnittlichen Jahr friert der See Ende Dezember zu und bricht Ende Februar auf; die geschlossene Eisdecke hat 47 Tage pro Saison Bestand. Die tatsächlichen Zeiten können sich allerdings von Jahr zu Jahr um mehrere Wochen unterscheiden. Das früheste Datum des Zufrierens war der 24. November 1914, das späteste Aufbrechen der Eisdecke der 30. März 1926.
In seltenen Fällen kommt es vor, dass der Balaton das ganze Jahr über eisfrei bleibt. Hierfür ist im Winter eine durchschnittliche Lufttemperatur von etwa +3 °C nötig. Eine Studie, die 2020 in der Fachzeitschrift Geophysical Research Letters veröffentlicht wurde, kam zu dem Schluss, dass die Häufigkeit der eisfreien Winter seit den 1980er Jahren zugenommen hat und auch in der Zukunft weiter zunehmen wird. Bis zum Jahr 2100 wird der Balaton demzufolge aufgrund der globalen Erwärmung nur noch in 40 von 80 Wintern zufrieren.

## Meteorologie

### Wind
Die vorherrschende Windrichtung, von den Fischern am See auch Hauptwind genannt, ist im Südwesten des Balaton um Tihany und Keszthely „Nord“ und im Osten zwischen Balatonkenese und Tihany „Nordwest“. Außerhalb der Frühjahrs- und Sommermonate sind allerdings Winde aus SO und SW vorherrschend. Stürme sind in der Region zwar nicht die Regel, allerdings können sie für die Schifffahrt auf dem See gefährlich werden. Winde während eines Sturmes verstärken sich böig und können teilweise innerhalb von 10 bis 20 Minuten Geschwindigkeiten von 30 bis 35 m/s erreichen. Die meisten Stürme entstehen im Anschluss an eine schwache südliche Luftströmung, die rasch auf starken NW-Wind wechselt.
Der stärkste bisher gemessene Windstoß erreichte am 13. Juli 1961 eine Geschwindigkeit von 129,6 km/h. Der windreichste Monat ist der April, der September der windärmste Monat mit Sturmwinden durchschnittlich alle zehn Tage. Zu Beginn des Sommers entstehen durchschnittlich alle drei Tage Stürme mit Windgeschwindigkeiten von über 15 m/s.
Durch die Wirkung der Halbinsel Tihany und ihrer Hügelketten als Windschatten werden die Sturmgeschwindigkeiten auf dem See um das Nordostufer (zwischen Balatonfüred und Siófok) teilweise um 60 % verringert. Wegen der großen Länge zur Breite können in den verschiedenen Bereichen des Balatons unterschiedliche Wetterlagen vorherrschen. Sturm an einem Ende kann am anderen Ende Windstille gegenüberstehen.
Der Landeswetterdienst betreibt in Siófok ein Vorwarnobservatorium, das die Wetterlage am Balaton auswertet und beurteilt. In der Touristensaison vom 1. Mai bis zum 30. September werden Sturmwarnungen ausgegeben, gestaffelt in zwei Stufen, die an 24 Punkten um den See durch verschiedene Abfolgen von Leuchtsignalen mitgeteilt werden.

### Klimatologie
Der Balaton liegt im Bereich des gemäßigten Kontinentalklimas und hat im Jahr durchschnittlich etwa 2.100 Sonnenstunden. Die wärmsten Monate sind Juni, Juli und August mit durchschnittlichen Tageshöchsttemperaturen um 26 °C und in der Nacht um 19 °C. Der Juli ist mit knapp zehn Sonnenstunden pro Tag am sonnenreichsten. Der August ist mit 69 mm der niederschlagreichste Monat. Dieser fällt allerdings durchschnittlich an nur acht Tagen auf, womit der August (neben Januar, Februar und Oktober) auch zu den Monaten mit den wenigsten Niederschlagstagen zählt:
|                        | Jan  | Feb  | Mär  | Apr  | Mai  | Jun  | Jul  | Aug  | Sep  | Okt  | Nov | Dez  |   |      |
| Mittl. Temperatur (°C) | −0,4 | 1,0  | 5,8  | 11,7 | 17,1 | 20,1 | 22,3 | 21,8 | 17,2 | 11,7 | 5,6 | 1,0  | ⌀ | 11,3 |
| Mittl. Tagesmax. (°C)  | 4,8  | 5,4  | 9,1  | 14,9 | 19,9 | 24,2 | 24,4 | 25,7 | 19,7 | 14,3 | 9,6 | 4,1  | ⌀ | 14,7 |
| Mittl. Tagesmin. (°C)  | −4,9 | −5,4 | −0,4 | 9,1  | 13,3 | 17,4 | 19,4 | 19,0 | 14,0 | 9,3  | 0,9 | −3,8 | ⌀ | 7,4  |
|                        |      |      |      |      |      |      |      |      |      |      |     |      |   |      |
| Niederschlag (mm)      | 32   | 30   | 32   | 41   | 57   | 59   | 47   | 69   | 52   | 41   | 50  | 44   | Σ | 554  |
|                        |      |      |      |      |      |      |      |      |      |      |     |      |   |      |
| Sonnenstunden (h/d)    | 2,1  | 3,6  | 4,7  | 6,6  | 8,4  | 9,0  | 9,6  | 8,9  | 6,7  | 4,9  | 2,5 | 1,5  | ⌀ | 5,7  |

| −4,9 |

| −5,4 |

| −0,4 |

| 9,1 |

| 13,3 |

| 17,4 |

| 19,4 |

| 19,0 |

| 14,0 |

| 9,3 |

| 0,9 |

| −3,8 |

| −4,9 |

| −5,4 |

| −0,4 |

| 9,1 |

| 13,3 |

| 17,4 |

| 19,4 |

| 19,0 |

| 14,0 |

| 9,3 |

| 0,9 |

| −3,8 |

## Flora und Fauna
Der See und seine Umgebung beherbergen viele seltene und geschützte Pflanzen- und Tierarten, besonders wärmeliebende Arten.

### Flora
An den nach Süden exponierten Hängen des Nordufers wachsen Mandelbäume, in vielen Gärten reifen Feigen, auch Granatäpfel sind vertreten. An vielen steilen Hängen, wie beispielsweise am Badacsony, wird Wein angebaut.
Nahezu das gesamte Ufer des Balaton ist von einem breiten Schilfgürtel umgeben. Am flachen Südufer ist der Schilfgürtel bis zu mehreren hundert Metern breit.

### Fauna

#### Vögel

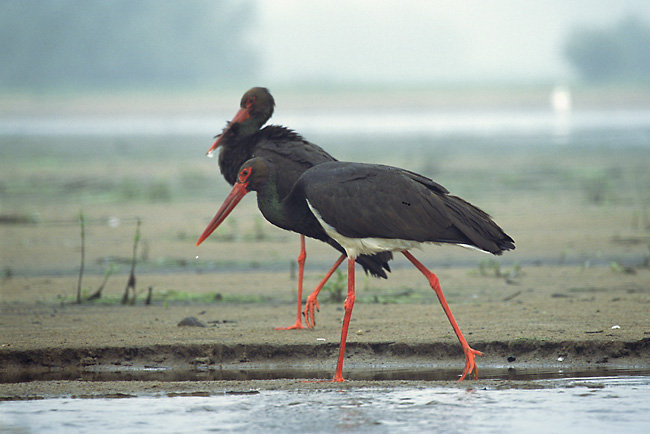
Schwarzstörche

Am Balaton sind 250 Vogelarten, davon 27 streng geschützte Spezies vertreten, Waldohreule, Schwarzstorch, Schwarzspecht, Kormorane, verschiedene Reiher und Löffler.

#### Kriechtiere
Bekanntester Vertreter der Schlangen am Balaton ist die Würfelnatter, die vor allem am Nordufer sehr häufig vorkommt. Die Schlange ist völlig ungefährlich für den Menschen und steht unter Naturschutz.
Des Weiteren lebt auch die Ringelnatter (Natrix natrix) am Ufer des Balaton, sowie die europäische Sumpfschildkröte (Emys orbicularis). Am Nordufer ist die Mauereidechse (Podarcis muralis) und die östliche Smaragdeidechse (Lacerta viridis) weit verbreitet.
Am Südufer ist häufig die Zauneidechse (Lacerta agilis) zu finden.

#### Insekten
Etwa 1.000 verschiedene Insektenarten sind am See beheimatet. Besonders bemerkenswert ist die ungefähre Anzahl von 800 Schmetterlingsarten.

### Naturschutz – Nationalpark Balaton-Oberland
Die große Anzahl von seltenen Pflanzen und Tieren und die geologischen Formationen stehen unter Naturschutz und sind Teil des Nationalparkes „Balaton-Oberland“ (Balaton-Felvidéki Nemzeti Park). Der Nationalpark wurde 1997 auf einer Fläche von 56.000 ha gegründet. Er umfasst ein Areal am Nordufer der Halbinsel Tihany bis zum Süd-Westufer zum Moor des Kis-Balaton (Kleiner Plattensee). Landschaftlich ist er vielfältig, dazu gehören die hier anzutreffenden Geysirkegel aus der Zeit des aktiven Vulkanismus. Eine Besonderheit sind die Steinmeere des Káler Beckens. Im Nationalpark sind versteinerte Überreste aus dem Pannonischen Meer zu finden. Im Keszthely-Gebirge wachsen seltene Pflanzenarten. Das Sumpfgebiet des Kleinen Plattensees ist vor allem ein Vogelreservat und ein Büffelreservat.

### Kis-Balaton (Kleiner Plattensee)

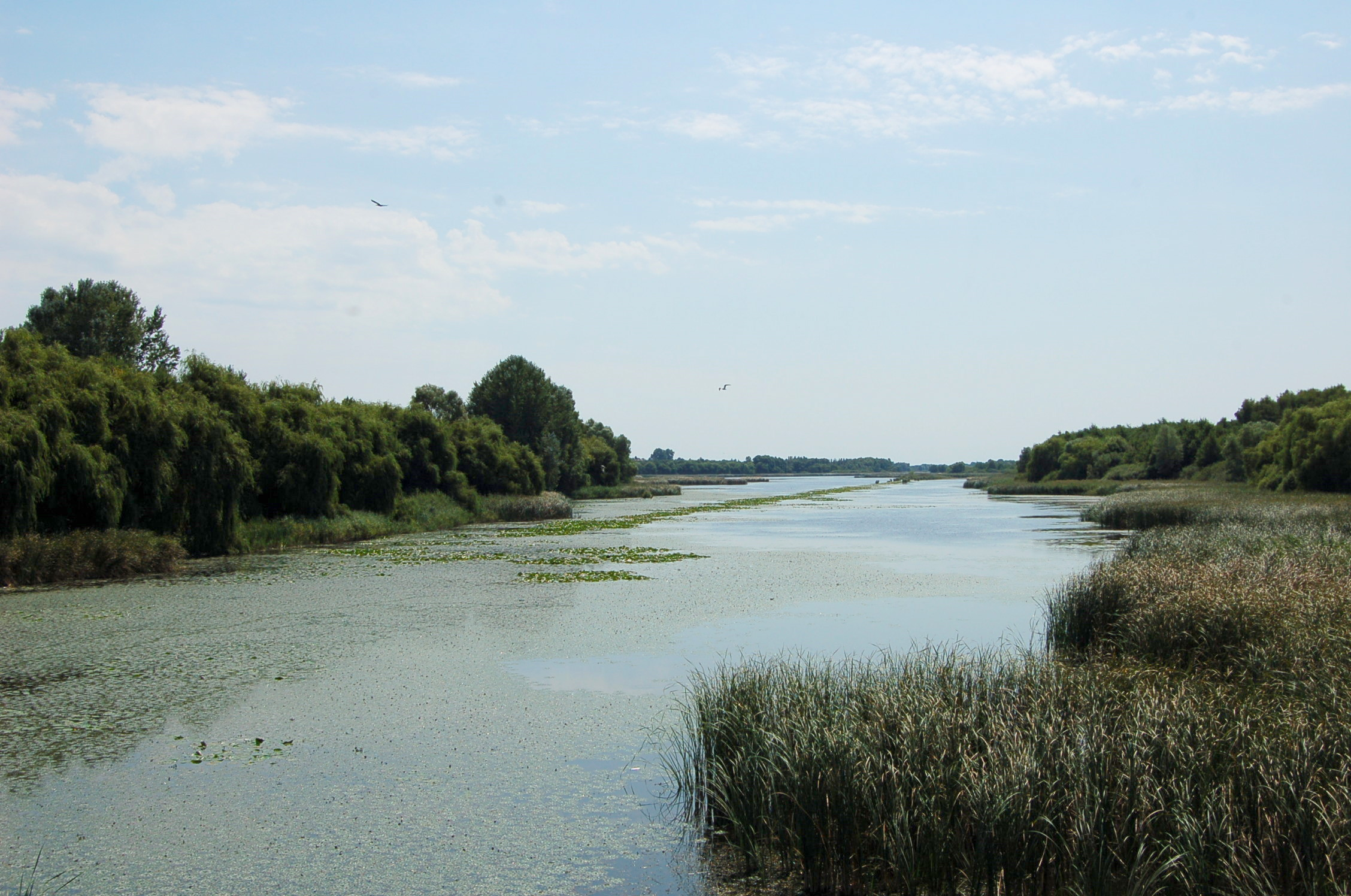
Kis-Balaton

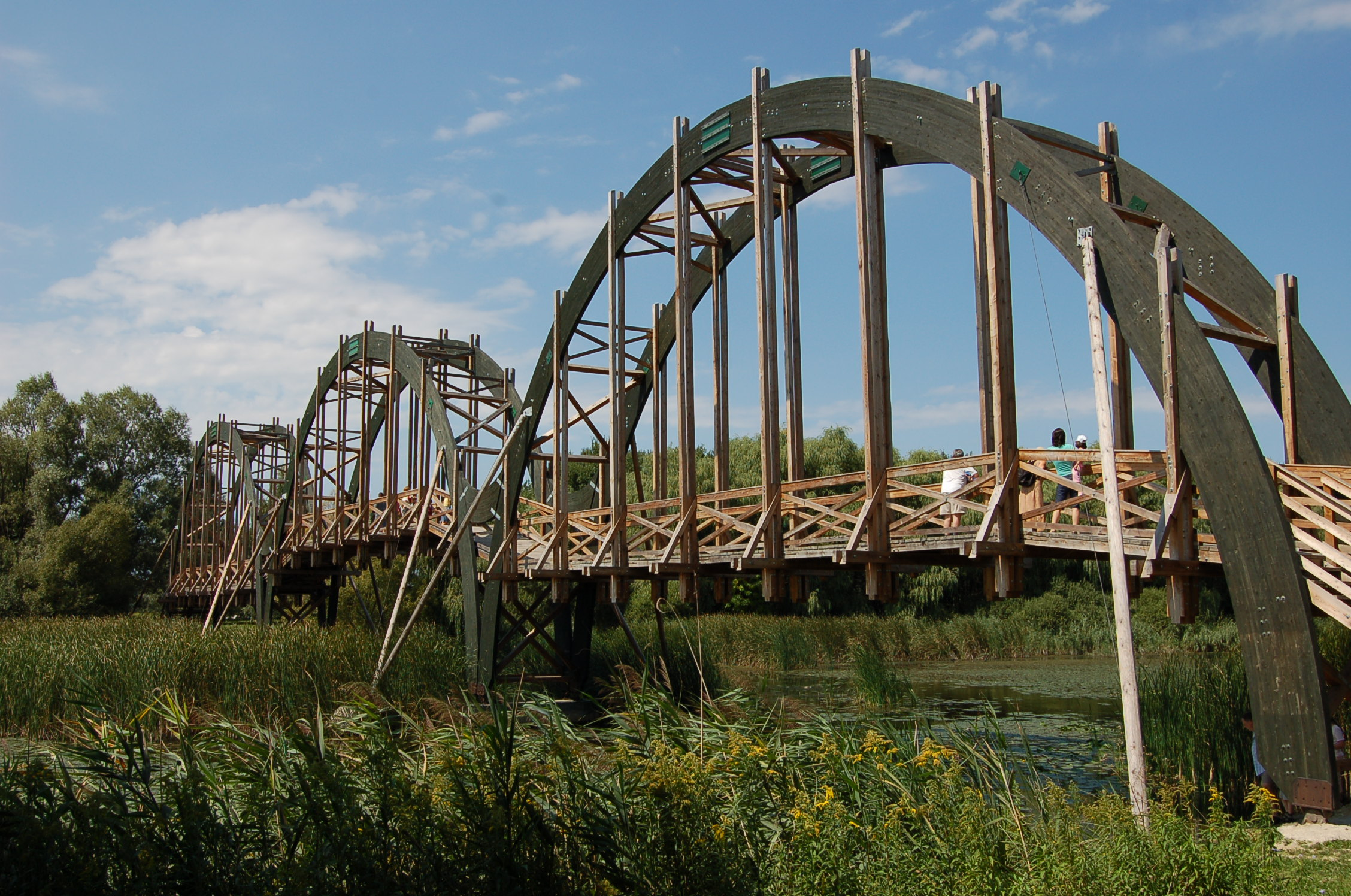
Brücke zur Milanenburg-Insel (Kányavár sziget), Nationalpark Balaton-Oberland

Blick auf den Nationalpark „Kis Balaton“ von Balatonmáriafürdő aus

#### Allgemein
Der Kis-Balaton war früher die größte südwestliche Bucht und mit seiner weitläufigen Sumpfwelt seit 2000 Jahren ein natürlicher biologischer Filter des Balatons (Plattensee). Durch Ablagerungen des Zuflusses Zala, Vertorfung und massive menschliche Eingriffe seit Anfang des 19. Jahrhunderts kam es zur Abtrennung vom Balaton. Große Teile des alten Kis-Balatons verschwanden. Von einst 60 km² Wasserfläche verblieb nur ein halber km². Dieses Restgebiet wurde 1952 unter Naturschutz gestellt. Das Sumpfgebiet verlor jedoch seine natürliche Reinigungs- und Schutzfunktion für den Balaton und die berühmten Reiher-Kolonien waren stark bedroht.
Ab Mitte des 20. Jahrhunderts begann der Balaton langsam zu verschlicken und verlor sein biologisches Gleichgewicht. Die negative Veränderung der Wasserqualität war in der flachen Bucht von Keszthely am auffälligsten, so kam es im Sommer 1966 durch die hohe anorganische Nährstoffbelastung der Zala zu einer Blaualgenblüte. Um die Emissionswerte wieder zu senken, wurde 1976 mit der Renaturierung des Kis-Balatons begonnen.
Heute dehnt sich der Kis-Balaton wieder auf 22 Kilometern Länge mit einer Speicherkapazität von 28 Millionen Kubikmetern aus. Sein Wasserspiegel liegt ein bis zwei Meter über dem des Balatons. Die zwei inneren Seen (Fenéker und Hídvéger Becken) sind als Teil des Kis-Balaton-Schutzsystems wieder ein natürlicher, biologischer Sumpffilter für das Wasser des Balatons. Geplant ist bis 2012 eine Erweiterung des Schutzgebietes.
Das Gebiet ist in Europa einmalig mit seiner Luft und dem Licht, seiner Flora und Fauna. Im Netz der europäischen Naturlebensräume ist es ein wichtiger ökologischer, artenreicher Raum. In dem moorigen Feuchtbiotop leben zahlreiche, auch (streng) geschützte Fisch-, Pflanzen-, Reptilien- und Vogelarten.
1979 wurde der Kis-Balaton in die Ramsar-Konvention zum „Schutz international bedeutsamer Feuchtgebiete“ aufgenommen. Seit 1997 ist er Teil des Nationalparks Balaton-Oberland (Balaton-Felvidéki Nemzeti Park). Er gehört zum Schutzgebietssystem Natura 2000 der Europäischen Union. Vom 18.000 Hektar großen naturgeschützten Gesamtgebiet des Kis-Balatons sind über 1400 Hektar besonders geschützt. Dieses Gebiet darf nur unter fachlicher Touren-Begleitung begangen werden. Der Parkwald (Vörsi Parkerdő) mit der Kis-Balaton-Insel Mariaasszony bei Vörs, die Milanenburg-Insel (Kányavári-sziget) und das Büffelreservat (Bivaly reservatum) bei Balatonmagyaród sind frei besuchbar.

#### Büffelreservat am Kis-Balaton

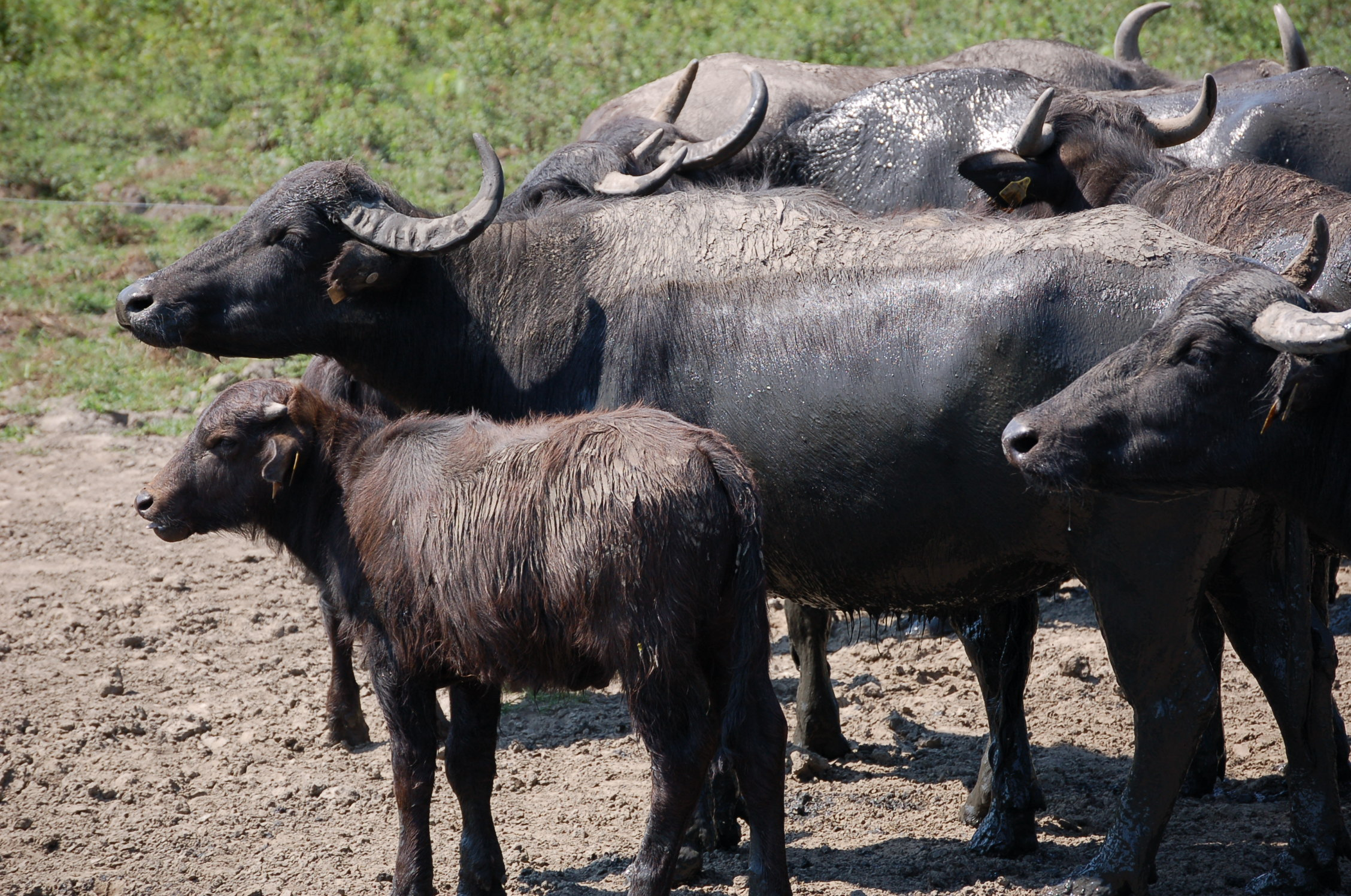
Im Büffelreservat

Büffel sind seit mehreren hundert Jahren im Karpatenbecken beheimatet und zählen zu den ältesten ungarischen Tierrassen. Noch am Anfang des 19. Jahrhunderts gab es in Ungarn mindestens 100.000 Tiere. Die Magyaren benutzten sie als Zugtiere und zur Milch- und Fleischgewinnung. Es war die Grafenfamilie Festetics, welche um 1800 die ersten Büffel auf ihren Weiden neben dem Sumpfgebiet des Kis-Balaton ansiedelte. Nach dem Zweiten Weltkrieg änderte sich dies jedoch rapide, da die Arbeitskraft der Büffel immer mehr von Landmaschinen und Traktoren ersetzt wurde. Die wenigen Tiere, die in der Kápolnapuszta, in der Nähe des Balaton, noch existierten, wurden nicht mehr als Arbeitstiere gehalten. So mussten sie als Touristenattraktion überleben. 1992 begann in der Kápolnapuszta, seit 1997 Teil des Nationalparks Balaton-Oberland, eines der ungewöhnlichsten Tierschutz- und Zuchtprogramme Ungarns. Die Büffelpopulation erhöhte sich von 16 auf mehr als 200 Tiere. Die Weideflächen des Reservats reichten nicht mehr aus, und so wurden 2007 120 Muttertiere und Kälber in die Puszta bei Zalavár umgesiedelt, um mit den dort vorhandenen 80 Färsen die 200 Hektar großen Wiesenflächen des Nationalparks zu beweiden.
Im Reservat verblieben zirka 100 Büffel, dazu wurde eine Herde der altungarischen Graurinder angesiedelt. Diese Tiere wurden früher ebenfalls bei der Feldarbeit eingesetzt. Da sie sich wie die Büffel trotz ihres hervorragenden Fleisches nicht zur Massenproduktion eignen, verringerte sich die Anzahl von 80.000 Stück in den 1940er Jahren auf wenige hundert in ganz Ungarn.
Den Büffeln und Graurindern in Ungarn wird wieder ihr natürlicher Lebensraum gegeben, und im 2002 errichteten Ausstellungszentrum wird die Geschichte der Haltung dieser Tiere und die alte bäuerliche Lebenswelt des Kis-Balatons vorgestellt.

## Infrastruktur

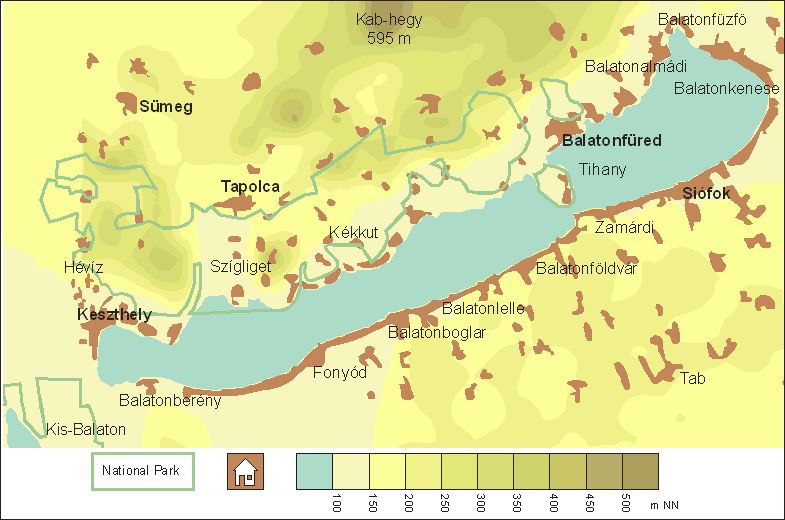
Die wichtigsten Orte rund um den Balaton

### Orte um den Balaton
- Nordufer:  Keszthely – Gyenesdiás – Vonyarcvashegy – Balatongyörök – Balatonederics – Szigliget – Badacsony – Badacsonytördemic – Badacsonytomaj – Ábrahámhegy – Balatonrendes – Kővágóörs – Révfülöp – Balatonszepezd – Zánka – Balatonakali – Balatonudvari – Örvényes – Aszófő – Tihany – Balatonfüred – Csopak – Paloznak – Alsóörs – Káptalanfüred – Balatonalmádi – Balatonfűzfő
- Ostufer:  Balatonkenese – Balatonakarattya
- Südufer:  Balatonvilágos – Siófok – Zamárdi – Szántód – Balatonföldvár – Balatonszárszó – Balatonszemes – Balatonlelle – Balatonboglár – Fonyód – Balatonfenyves – Balatonmáriafürdő – Balatonkeresztúr – Balatonberény – Balatonszentgyörgy
- Westufer:  – Fenékpuszta

### Verkehr
Der Balaton ist für den Tourismus sehr gut erschlossen. 1861 wurde am Südufer die heutige Bahnstrecke Pragersko–Budapest erbaut, um Budapest mit dem österreichisch-ungarischen Seehafen in Triest zu verbinden. 1909 wurde am nördlichen Ufer die Bahnstrecke Börgönd–Tapolca eröffnet. Jeder Ort am Balaton ist mit dem Zug zu erreichen. Größere Orte sind über das InterCity-Netz gut an Budapest und andere Städte angebunden. Im lokalen Verkehr sind die meisten Züge mit Fahrradabteilen ausgestattet.

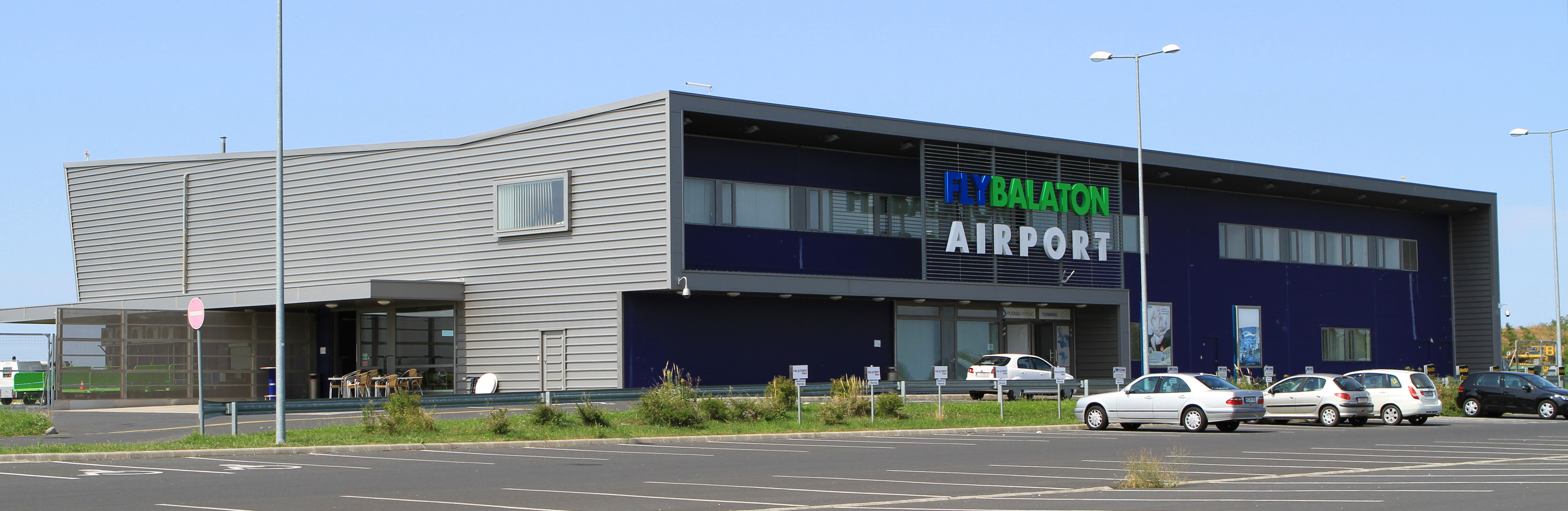
Airport FlyBalaton

Für Querverbindungen abseits der Bahntrassen sorgen Fernbusse. Am westlichen Ende des Balaton liegt der Flughafen Hévíz-Balaton in Sármellék, der regelmäßig von deutschen und anderen europäischen Flughäfen aus angeflogen wurde. In der Nähe von Siófok gibt es einen regionalen Flugplatz im Ortsteil Kiliti.
Die Autobahn M 7 führt direkt von Budapest am Balaton-Südufer entlang bis zur ungarisch-kroatischen Grenze, wo die M 7 Anschluss an die kroatische Autobahn A4 nach Zagreb und Split hat. Die kroatische Adriaküste kann nun vom Balaton in 4 bis 5 Stunden erreicht werden. Kurz vor der kroatischen Grenze gibt es eine Abzweigung M 70 zur ungarisch-slowenischen Grenze. Über die M70 besteht eine Autobahnverbindung nach Maribor und weiter nach Graz oder Ljubljana (slowenische A5). Durch die Autobahn M 7 hat insbesondere der Schwerlastverkehr am westlichen Südufer abgenommen.
Aus Richtung Deutschland und Österreich kommend ist die Fernstraße Nr. 84, die vom Grenzübergang Sopron bis nach Balatonederics führt der wichtigste Zubringer. Bei Kilometer 132 trifft sie dort auf die Hauptstraße Nr. 71, die dem Nordufer des Balatons folgt.

## Wirtschaft

### Tourismus
2004 wurde rund eine Million Touristen mit 4,3 Millionen Übernachtungen in der Region um den Balaton gezählt, damit der größte Anteil am gesamten Tourismus Ungarns. Der Anteil deutscher Gäste am Gesamtaufkommen betrug 21,3 Prozent, das ist die Hälfte der ausländischen Touristen.

### Fischerei
Die Fischerei hat eine über 2.000 Jahre alte Tradition am Balaton, was verschiedene archäologische Funde beweisen. Der Zander gilt als der „König des Balatons“. Die Fischbestände setzen sich vor allem aus dem Balaton-Zander (fogas, Fogasch oder Süllö), dem Aal, Amur, Blei, Güster, Hecht, Karausche, Karpfen, Schleie und Wels zusammen. Insgesamt leben 50 Fischarten im See, von denen zirka 15 Arten von Berufsfischern gefangen werden. Der Balaton, wegen seines ehemaligen Karpfenreichtums auch das „Karpfenmeer“ genannt, war lange Zeit bekannt für seine ausgezeichneten Karpfen – und Welsfänge. Durch Fischwilderei sind die Bestände insgesamt zurückgegangen. Große Welse werden heute noch überwiegend in der bis zu 13 Metern tiefen Rinne von Tihany gefangen. Weißfische kommen in großen Mengen vor. Aufgrund der hohen Temperaturen haben sich wärmeliebende Karpfenfische wie Graskarpfen, Silberkarpfen und Marmorkarpfen in dem überwiegend flachen See gut entwickelt.

### Weinbau

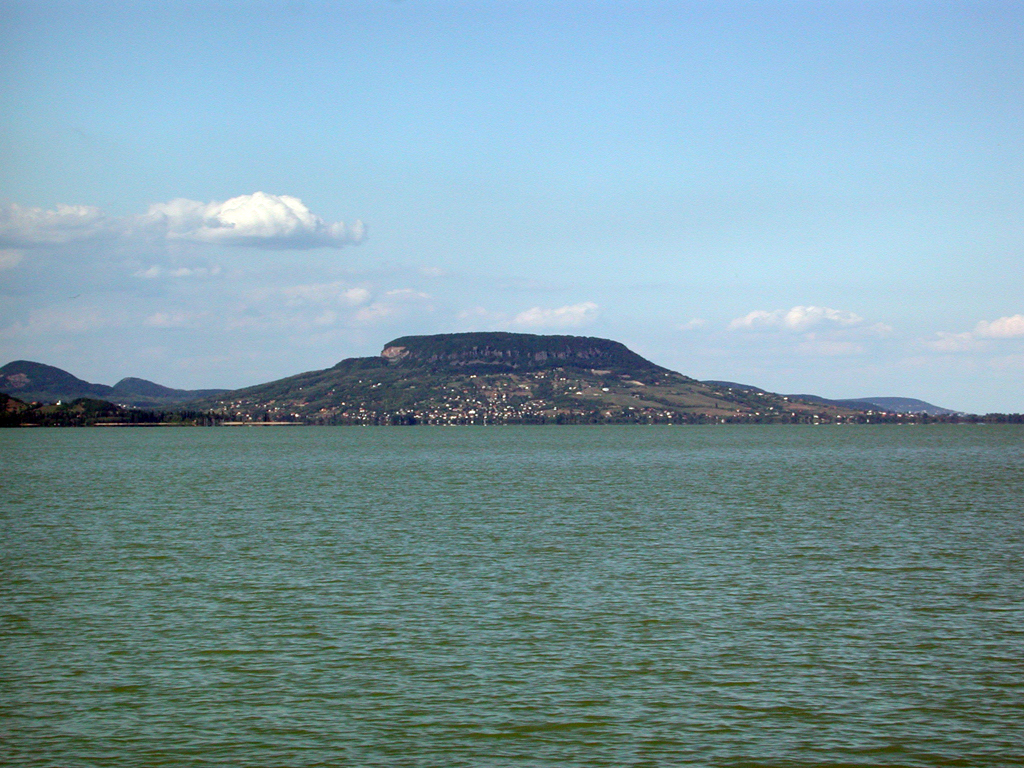
Blick über den Plattensee auf das Weinbaugebiet am Berg Badacsony

Der Weinanbau hat am Balaton – genauso wie in ganz Ungarn – eine lange Tradition, die weit über 2.000 Jahre zurück reicht. Im 3. Jahrhundert ließ Marcus Aurelius Probus weitläufige Weinpflanzungen anlegen. Später machte man sich in Keszthely um die Weinzucht verdient. 1797 wurde von György Festetics die erste europäische landwirtschaftliche Fakultät gegründet, heute gehört das Georgikon zur Universität Veszprém. Als im 19. Jahrhundert die Anbaugebiete am Balaton von der Reblauskatastrophe getroffen wurden, kamen viele Weinberge in den Besitz von Großstädtern, die darauf weitläufige Villen errichten ließen.
Die wichtigsten Weinbaugebiete am Balaton sind heute:
- Balatonmellék (westlich des Sees bis zur kroatischen Grenze)
- Badacsony (Nordufer): Olaszrizling (Welschriesling), Szürkebarát (grauer Mönch, eigentlich Grauburgunder oder Pinot Gris), Kéknyelű (Blaustengel)
- Balatonfüred/Csopak (Nordufer): Olaszrizling, Furmint
- Balatonboglár (Südufer): Olaszrizling, Chardonnay, Leányka (Mädchentraube), Merlot, Cabernet Sauvignon
- Balatonfelvidék (Nordufer)

Weiter im Norden liegt das Anbaugebiet bei Somló. 

### Schifffahrt

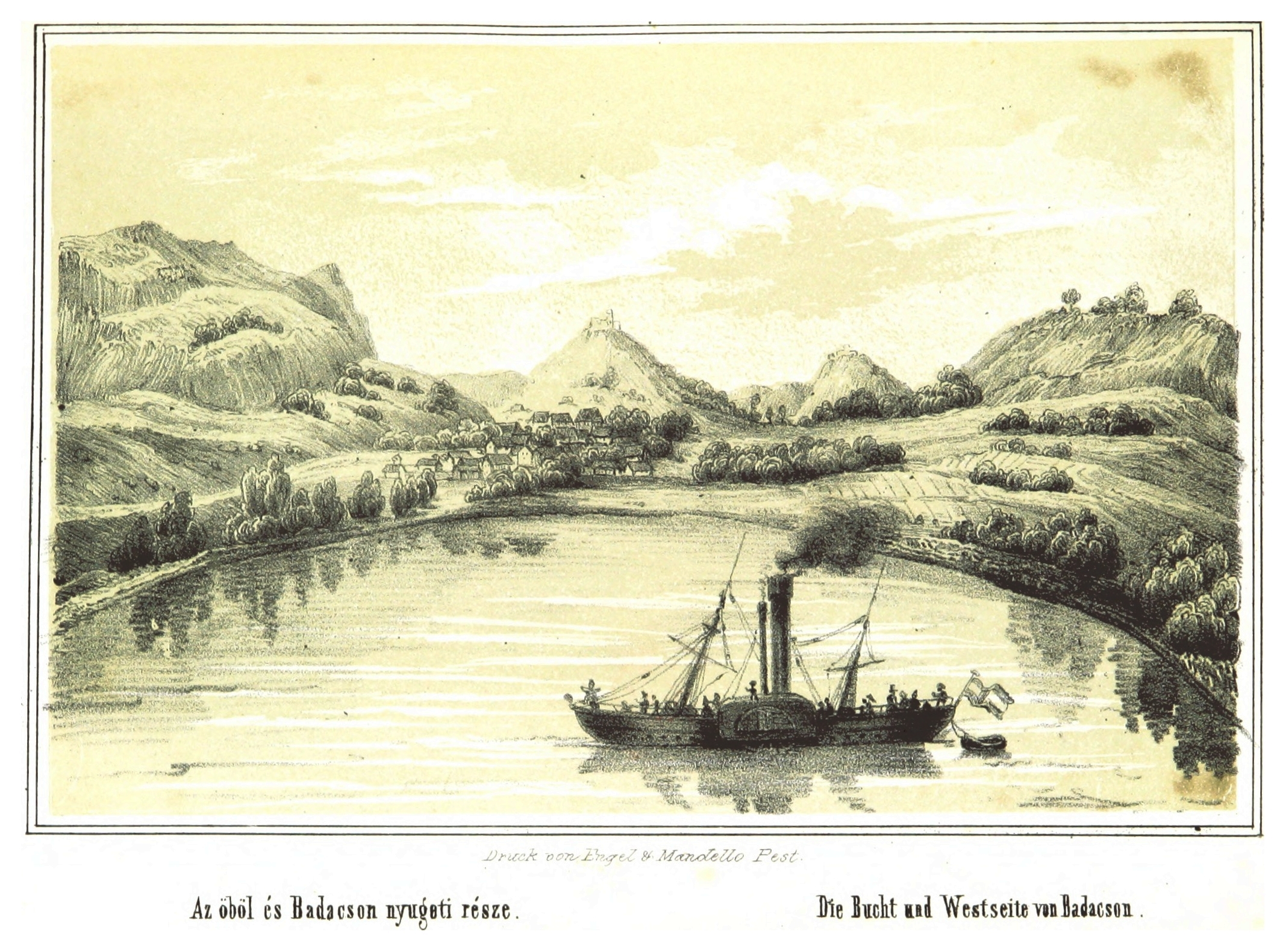
Dampfschiff in der Bucht von Badacsony (1851)

Die erste Schiffsflotte auf dem See wurde durch die Familie Festetics aus Keszthely am Ende des 18. Jahrhunderts gegründet. Sie eröffneten 1777 die erste Fährverbindung zwischen Tihany und Szántód. Die Personenschifffahrt wurde nach dem Tod des Grafen György Festetics wenig später wieder eingestellt. Auf Initiative des Grafen Istvan Széchenyi wurde Anfang des 19. Jahrhunderts die Balatoner Dampfschiffahrtsgesellschaft gegründet. Zu Ehren des Dichters Károly Kisfaludy wurde das erste Dampfschiff der Flotte nach diesem benannt. Es wurden regelmäßige Fährverbindungen und ab Balatonfüred Ausflugsfahrten am Sonntagnachmittag angeboten.
Aufschwung bekam die Schifffahrt auf dem Balaton in den 1960er-Jahren durch den Tourismus, der durch den Ausbau der Eisenbahn entlang des Sees begünstigt wurde.
Die meisten Orte haben einen Hafen, von da aus sind Veranstaltungsfahrten und Überfahrten möglich. Ein beliebtes Ausflugsziel mit dem Schiff ist zum Beispiel der Badacsony. Zwischen den Orten Tihanyrév am Nordwestufer (auf der Halbinsel Tihany) und Szántód am Südostufer verkehrt eine Autofähre, die Fahrzeuge in zehn Minuten über den See setzt.

## Freizeit und Tourismus

### Angelsport
Der große Artenreichtum an Fischen im See wird von Anglern genutzt. Karpfen, Hecht, Wels und Zander sind außerhalb der Schonzeiten fischbar. Insgesamt leben im Balaton 25 Fischarten. Rund um den See ist der Angelsport von Stegen und Charterbooten möglich, wenn Angelkarten (auch auf Campingplätzen) erworben wurden.
Die durchgängige Berufsfischerei führte zu einem starken Rückgang des Fischbestandes. Besonders von der Überfischung betroffen ist der Spiegelkarpfen.

### Segelsport
Der See ist das wichtigste touristische Gebiet des Segelsports in Ungarn, mit zahlreich gut ausgerüsteten Häfen und Yachtclubs. Trotz der geringen Tiefe bis zu 3,5 Meter fahren Segelyachten bis zu 50 Fuß Länge. Yachten kann man am See chartern. Allerdings existieren nur wenige Segelschulen und Vermieter, bei denen Segelboote ausgeliehen werden können. Ausnahme ist der Jollen-Verleih auf der Halbinsel. Boote mit Verbrennungsmotor sind grundsätzlich verboten, nur Ein- und Ausfahren in und aus Hafenanlagen sind für Segelboote mit Hilfsmotor erlaubt, auch bei einer Windstärke unter einem Beaufort ist Motornutzung erlaubt.

### Surfsport
3 bis 4 Windstärken im Jahresmittel machen den Balaton zum Surfrevier. April, Mai, September und Oktober sind die windreichsten Monate, Juli und August die windschwächeren Monate und auch für Anfänger geeignet. Die wenigen Surfschulen und Verleihe sind länger als 2 Monate geöffnet.

### Radtouren
1990 kam der Fahrradtourismus zurück. Radwege wurden erneuert und neue erweitern das bestehende Netz. Seit 2004 gibt es den 200 km langen Rundweg um den See (Balatoni Körút), und in allen größeren Orten werden organisierte Radtouren inkl. Fahrrad- und Helmverleih angeboten. Da die meisten Züge Radabteile besitzen und auf den Schiffen die Mitnahme erlaubt ist, sind Tagestouren möglich.

### Baden

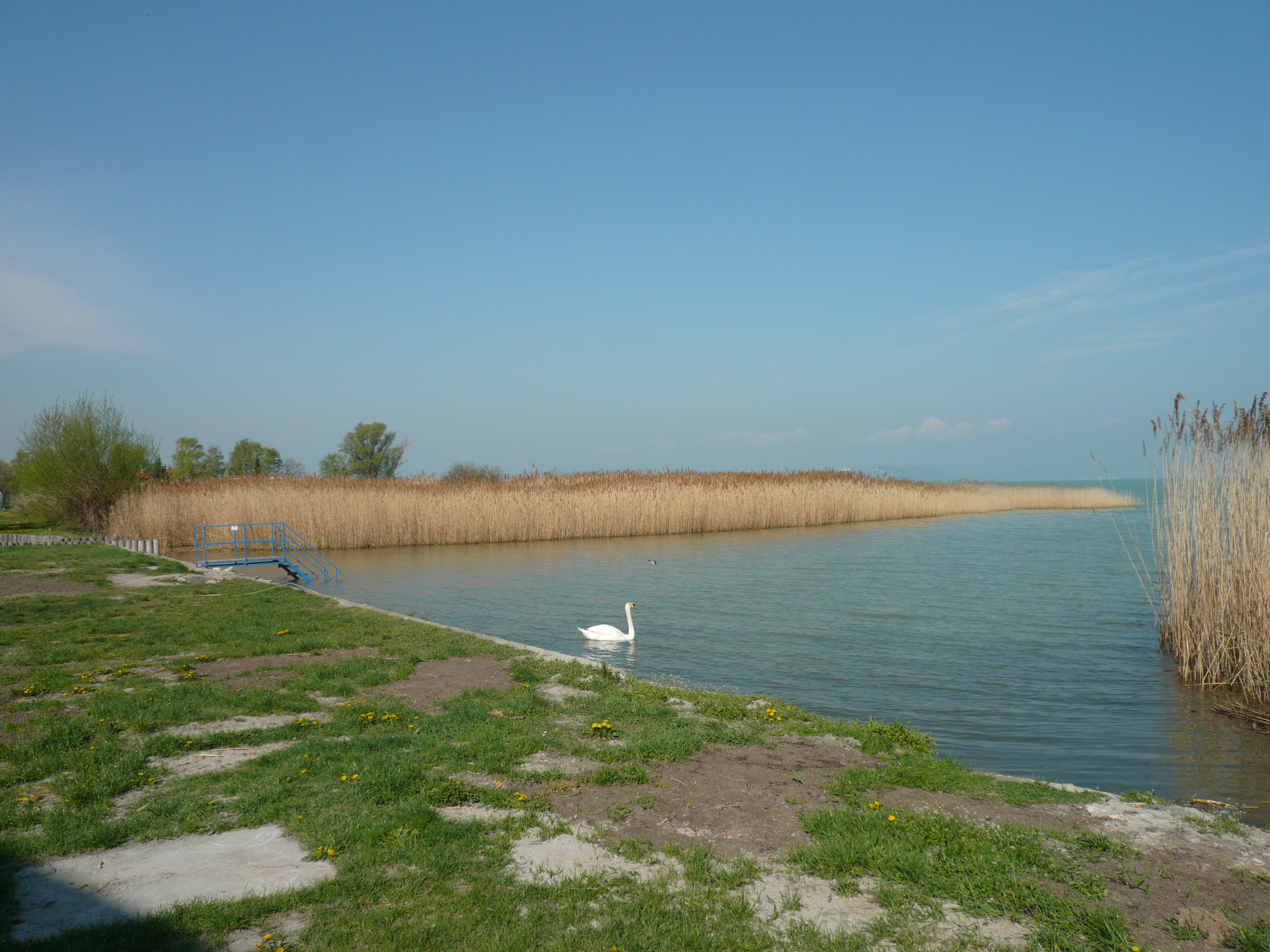
Typische Badestelle am Balaton-Südufer

Mit dem Ende des 18. Jahrhunderts entwickelte sich der Badetourismus am Balaton, mit der Nutzung von Mai bis in den Spätherbst, besonders das Südufer ist geeignet. Hier ist das Wasser noch 200 bis 300 Meter vom Ufer entfernt weniger als einen Meter tief. Durch die geringe Tiefe kann sich das Wasser im Uferbereich bei Sonnenschein rasch erwärmen. Das Wasser des Binnensees ist seidig, da es schwach alkalisch ist. Das Nationale Ministerium für Umweltschutz und Wasserwesen prüft regelmäßig, im Sommer 14-täglich, die Wasserqualität.
Einige Strandbäder in den Städten verlangen Eintrittsgeld. Die meisten Badestellen am See sind jedoch frei zugänglich (auf Karten und Schildern bezeichnet als „Szabadstrand“, ungarisch für „freier Strand“).

### Reittourismus
Der Reittourismus hat zu Beginn des 21. Jahrhunderts wieder etwas an Bedeutung gewonnen, da sich die offene Landschaft um den Balaton sowie der Bakonywald für Reitausflüge anbietet.

### Veranstaltungen
- Balaton-Festival: im Mai in Keszthely
- Saisoneröffnung: im Mai Festliches Segelhissen in Balatonfüred
- Saisoneröffnung zu Pfingsten in Siófok (Mai/Juni)
- Internationales Folklorefestival Aranykagyló („Goldene Muschel“) im Juli in Siófok
- Kékszalag („Blaues Band“) Großer Preis, Segelregatta in Balatonfüred im Juli
- Anna-Ball im Juli in Balatonfüred
- Balaton-Ruderregatta von Alsóörs über Siófok nach Alsóőrs im Juli
- Durchschwimmen des Balaton von Révfülöp nach Balatonboglár im Juli
- Festival Művészetek völgye („Tal der Künste“) in Kapolcs und Umgebung, im Balaton-Hochland und nördlich vom Balaton: Dorffestival mit authentischem Kunsthandwerk, Theateraufführungen und Kinderprogrammen, das gleichzeitig im Juli in mehreren Dörfern stattfindet
- Weinwochen in Balatonfüred und in Balatonalmádi im August
- Lea-Weinwoche in Balatonlelle im August
- Badacsonyer Winzerfest im September
- Balaton Sound Festival in Zamárdi (Juli)
- Lea-Weinwoche in Kéthely

## Weblinks

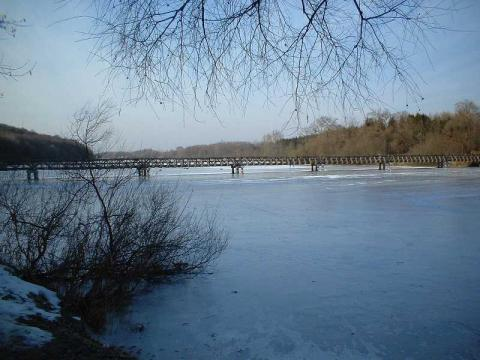
Balatonboglár im Winter